# Nonea caspica
Nonea caspica là loài thực vật có hoa trong họ Mồ hôi. Loài này được (Willd.) G. Don mô tả khoa học đầu tiên năm 1838.